# Roch Meynier
Roch Meynier, né le 2 mai 1928 à Pontchy (Haute-Savoie) et décédé le 12 octobre 2012 à Bonneville (Haute-Savoie), est un homme politique français.

## Biographie
Issu d'un milieu modeste, Roch Meynier suit tout de même des études secondaires, puis ouvre une épicerie à Thuet.
Militant associatif, fondateur de la branche locale de l'ADAPEI, il se lance en politique à la fin des années 1950.
En 1959, il est élu maire de Pontchy, avec l'étiquette du MRP. Deux ans plus tard, à la suite de la fusion de sa commune avec celle, limitrophe, de Bonneville, il devient maire-adjoint de la nouvelle collectivité.
En 1962, il est candidat suppléant de Joseph Philippe, député sortant de Haute-Savoie, qui est réélu. Après la mort accidentelle de ce dernier, en janvier 1966, Roch Meynier fait son entrée à l'Assemblée nationale.
Candidat à sa réélection en 1967, il est battu dans une triangulaire, au second tour, par l'ancien ministre Maurice Herzog.
Il se retire alors de la vie politique et se consacre à son engagement associatif.